# NGC 6751
NGC 6751 es una nebulosa planetaria en la constelación de Aquila, a unos 6500 años luz de distancia de la Tierra. La nebulosa se ha formado por el viento estelar y la radiación provenientes de la estrella central, tremendamente caliente, cuya temperatura superficial es de 140.000 Kelvin. 
El diámetro actual de NGC 6751 es aproximadamente de 0,8 años luz o 600 veces el tamaño del sistema solar.
Imágenes obtenidas con el Telescopio Espacial Hubble muestran varios rasgos notables y poco comprendidos en la nebulosa. Las regiones azules señalan el gas más caliente que forma un anillo más o menos circular en torno a la estrella central. En naranja y en rojo aparecen los lugares con gas más frío, que tiende a estar en largos rayos que apuntan de dentro a fuera y en el anillo irregular que rodea el borde exterior de la nebulosa. El origen de estas nubes más frías dentro de la nebulosa es incierto, pero los rayos son clara evidencia de que la radiación y los vientos estelares influyen en su forma.
Fue descubierta en 1863 por Albert Marth.